# Vanesa Peñalver
Vanesa Peñalver Treceño, nacida el 24 de diciembre de 1979, fue una atleta española especializada en salto de longitud y en triple salto, retirada de las competiciones el 19 de febrero de 2005.
En el verano del año 1997 consiguió la medalla de oro en salto de longitud en el Campeonato de España de Atletismo al aire libre.

## Marcas personales

### Salto de longitud
| Fecha                 | Pista          | Lugar                   | Marca  |
| --------------------- | -------------- | ----------------------- | ------ |
| 22 de febrero de 2004 | Pista cubierta | Valencia                | 6,01 m |
| 22 de mayo de 2004    | Aire libre     | Hospitalet de Llobregat | 5,94 m |
| 17 de mayo de 2003    | Aire libre     | Pamplona                | 6,00 m |
| 17 de febrero de 2002 | Pista cubierta | Sevilla                 | 6,07 m |
| 15 de junio de 2002   | Aire libre     | Pamplona                | 5,90 m |
| 27 de enero de 2001   | Pista cubierta | Valencia                | 5,83 m |
| 30 de junio de 2001   | Aire libre     | El Prat de Llobregat    | 6,11 m |
| 12 de febrero de 2000 | Pista cubierta | San Sebastián           | 5,96 m |
| 6 de agosto de 2002   | Aire libre     | Puertollano             | 6,12 m |
| 20 de febrero de 1999 | Pista cubierta | Sevilla                 | 6,03 m |
| 11 de julio de 1999   | Aire libre     | Torremolinos            | 6,33 m |
| 7 de febrero de 1998  | Pista cubierta | Espinho                 | 6,10 m |
| 8 de agosto de 1988   | Aire libre     | Haguenau                | 6,26 m |
| 22 de febrero de 1997 | Pista cubierta | Valencia                | 5,99 m |
| 20 de julio de 1997   | Aire libre     | Salamanca               | 6,31 m |

### Triple salto
| Fecha                 | Pista          | Lugar                   | Marca   |
| --------------------- | -------------- | ----------------------- | ------- |
| 19 de febrero de 2005 | Pista cubierta | Madrid                  | 13,05 m |
| 21 de febrero de 2004 | Pista cubierta | Valencia                | 13,05 m |
| 5 de junio de 2004    | Aire libre     | Toledo                  | 13,00 m |
| 2 de marzo de 2003    | Pista cubierta | Valencia                | 12,87 m |
| 10 de mayo de 2003    | Aire libre     | Madrid                  | 12,62 m |
| 18 de mayo de 2002    | Aire libre     | Salamanca               | 12,67 m |
| 10 de agosto de 1999  | Aire libre     | Monachil                | 12,67 m |
| 1 de marzo de 1998    | Pista cubierta | Villafranca del Panadés | 12,93 m |
| 8 de julio de 1998    | Aire libre     | Alicante                | 12,61 m |
| 23 de febrero de 1997 | Pista cubierta | Valencia                | 12,06 m |

## Campeona de España de salto de longitud
Vanesa Peñalver, con un salto de 6,31 m en el Campeonato de España de Atletismo celebrado en Salamanca en julio de 1997, consiguió proclamarse campenoa de España de salto de longitud.